# Жан Бастијан
Жан Бастијан (21. јун 1915 – 7. август 1969) био је професионални француски фудбалер . Рођен је у Орану, у француском Алжиру, а умро је у 54. години у Марсеју.